# Xanthoparmelia neochlorochroa
Xanthoparmelia neochlorochroa är en lavart som beskrevs av Hale. Xanthoparmelia neochlorochroa ingår i släktet Xanthoparmelia och familjen Parmeliaceae.   Inga underarter finns listade i Catalogue of Life.